# Johann Philipp Petsch-Goll

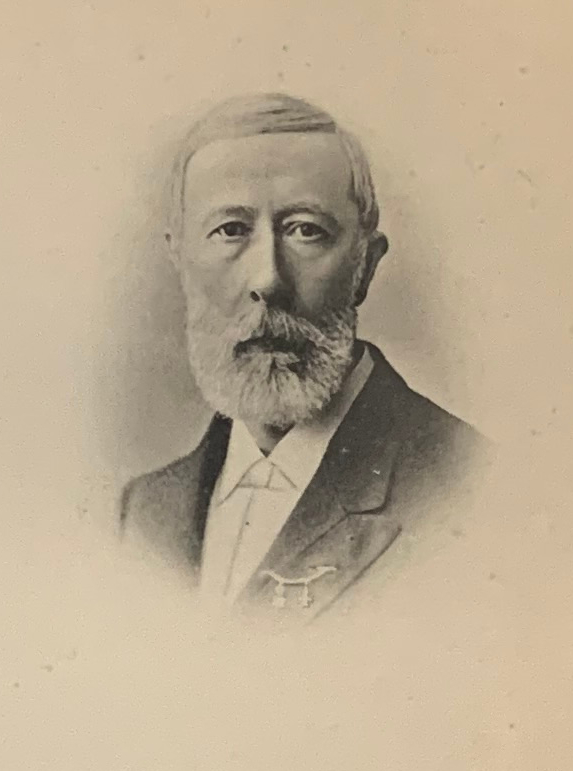
Johann Philipp Petsch-Goll

Johann Philipp Petsch-Goll (* 28. März 1818 in Frankfurt am Main; † 7. Januar 1900 ebenda) war ein deutscher Bankier und Abgeordneter.

## Leben
Petsch-Goll lebte als Bankier in Frankfurt am Main. Er war Teilhaber des Bankhauses Johann Goll & Söhne. Von 1855 bis 1893 war er Mitglied, von 1871 bis 1884 Subsenior (stellvertretender Vorsitzender), von 1884 bis 1892 Präsident und danach Ehrenpräsident der Frankfurter Handelskammer. Er gehörte dem Aufsichtsrat der Bank für Handel und Industrie, der Frankfurter Hypothekenbank und des Salzwerkes Heilbronn an.
Er gehörte der Ständigen Bürgerrepräsentation der Freien Stadt Frankfurt an und wurde nach der Annexion durch Preußen im ersten Bezirk in die Frankfurter Stadtverordnetenversammlung gewählt. 1859 gehörte er zu den Gründern des „Provisorischen Comitees zur Bildung einer Saalbau-Actiengesellschaft“, der heutigen Saalbau GmbH.

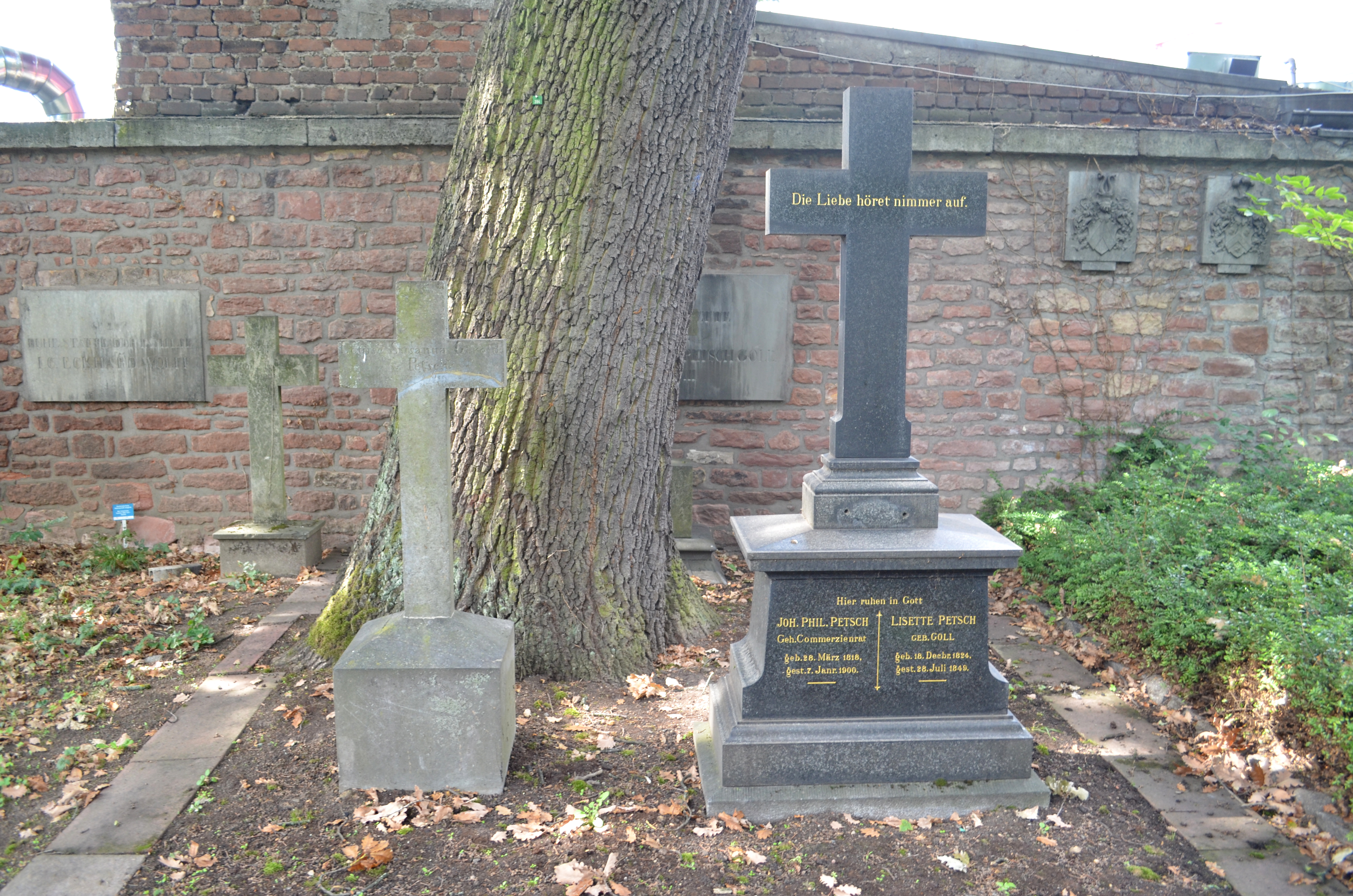
Frankfurt, Hauptfriedhof, Grab adM 208 Petsch-Goll

Er wurde mit dem Titel eines Geheimen Kommerzienrates ausgezeichnet. Er ist auf dem Hauptfriedhof Frankfurt am Main begraben. Sein, Grab (Gewann D an der Mauer 208) steht als Kulturdenkmal unter Denkmalschutz.